# Filmfare Award de la meilleure photographie
Le Filmfare Award de la meilleure photographie (en anglais : Filmfare Award for Best Cinematography) est une récompense du cinéma indien, remis par le magazine indien Filmfare, à l'occasion de la cérémonie des Filmfare Awards. Il récompense les meilleurs directeurs de la photographie.